# Zelena glavica
Zelena glavica, arheološko nalazište u Glavini Donjoj, Grad Imotski.

## Opis
Vrijeme nastanka: od 2000. pr. Kr. do 1500. godine. Arheološko nalazište Zelena glavica nalazi se na uzvisini jugoistočno od Crvenog jezera, južno od ceste za Imotski. Radi se o višeslojnom arheološkom nalazištu s ostacima arhitekture i groblja koji se datiraju od prapovijesti i antike do kasnog srednjeg vijeka.

## Zaštita
Pod oznakom Z-4623 zavedena je kao nepokretno kulturno dobro - pojedinačno, pravna statusa zaštićena kulturnog dobra, klasificirano kao "arheološka baština".